# Idiops pungwensis
Idiops pungwensis är en spindelart som beskrevs av William Frederick Purcell 1904. Idiops pungwensis ingår i släktet Idiops och familjen Idiopidae. Inga underarter finns listade i Catalogue of Life.